# 轮形动物门
轮形动物门（學名：Rotifera）又稱輪蟲動物門，是原口动物的一门，其下的物种通稱輪蟲，是主要生活在淡水中的小型动物，現存约2000种，為假体腔动物中相当繁盛的一类。輪蟲身体短圆，有两侧对称的明亮外壳，无真体腔，咽内有咀嚼器；身體前端有一纤毛盘，具运动功能，纤毛摆动时状如旋转的轮盘，故而得名；身体后端多数有尾状部。

## 下級分類
輪形動物各子類群之間的關係尚未明確。
傳統上按照生殖器特徵分爲兩大類群三個纲：
- 真輪形動物 Eurotatoria
  - 单巢纲 Monogonta：雌虫仅有一个卵巢
    - 簇轮虫目 Flosculariacea：如簇轮虫（Floscularia）、镜轮虫（Testudinella）
    - 胶鞘轮虫目 Collothecacea：如胶鞘轮虫（Collotheca）、花环轮虫（Stephanoceros）等
    - 游泳轮虫目 Ploima：包括大多数轮虫，如龟甲轮虫（Keratella）、疣毛轮虫（Synchaeta）、鬚足輪蟲（Euchlanis）等

  - 双巢纲 Digononta：孤雌生殖，未發現雄性存在，雌虫有两个卵巢
    - 蛭态轮虫目 Bdelloidea：如旋轮虫（Philonida）
- 副輪形動物 Pararotatoria
  - 尾盤綱 Seisonidea：又稱搖輪蟲綱，有頭的寄生性輪蟲
    - 摇轮虫目 Seisonida：仅包括摇轮虫科（Seisonidae）下的摇轮虫属（Seison）和副摇轮虫属（Paraseison）；有的分類法將該目划到雙巢綱（Digononta）之下